# 西駒山荘

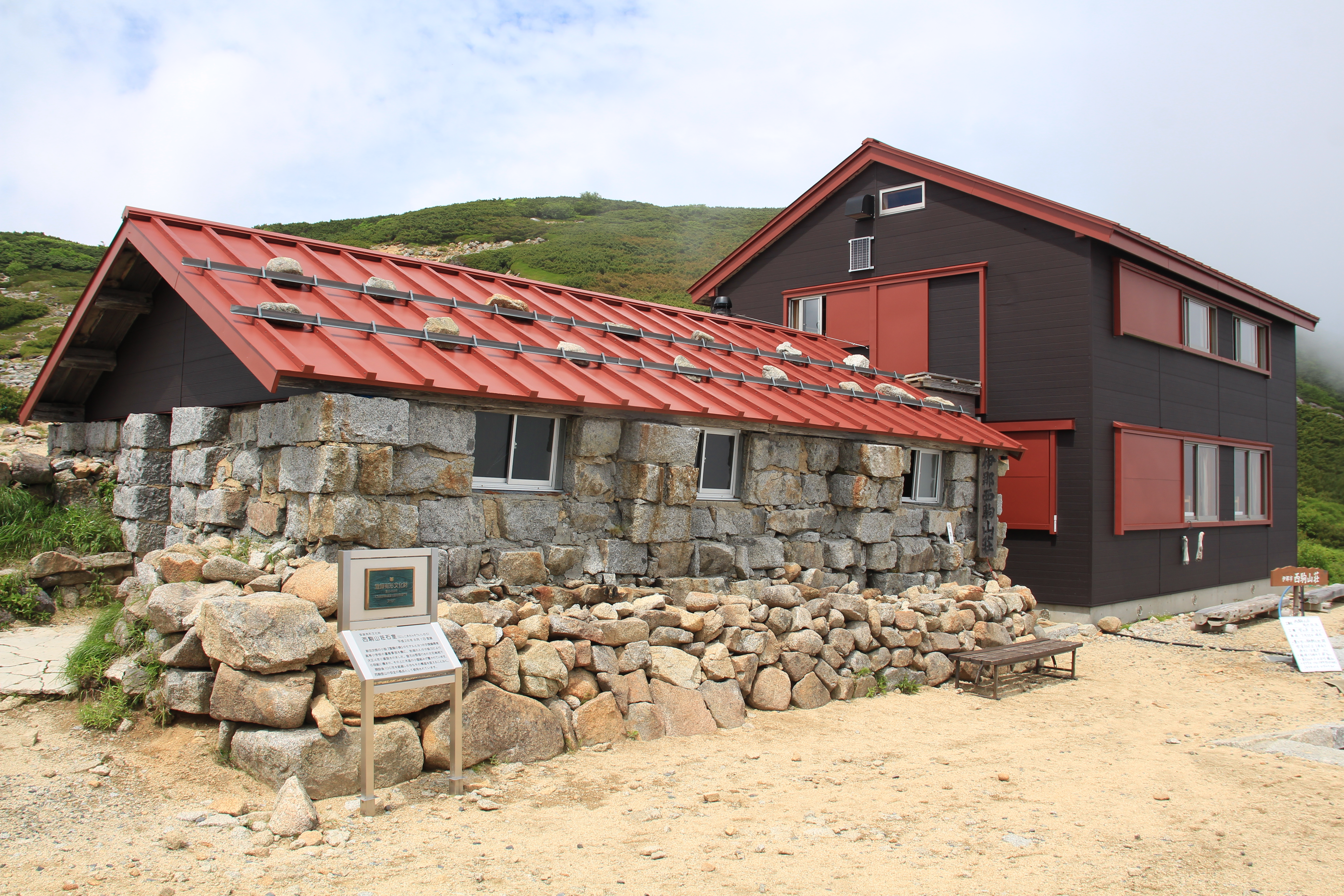
西駒山荘（2019年7月）

西駒山荘（にしこまさんそう）は、長野県伊那市の中央アルプス北部、将棊頭山（標高2,730m）の頂上直下にある山小屋（標高2,685m）。

## 概要
地元長野県伊那市が所有しており、第3セクターの伊那市観光株式会社が指定管理者となって、管理・運営をしている。7月第2土曜日から10月体育の日までの約3か月間営業している。それ以外の期間は小屋の一部を避難スペースとして開放している。
営業期間中は食事付き、寝具付きの宿泊が可能。アルコールや飲料、軽食の販売も行っている。
建設の経緯から分かるように遭難防止対策の施設としての位置づけはもちろん、環境面にも配慮して、完全回収型の袋回収式トイレや、カレー皿をペーパーで拭き取ってもらうなど山岳環境に負荷を掛けない取り組みをしている。また、遭難対策防止活動・高山植物保護活動・登山道の整備・山岳環境保全、学校登山の拠点になっている。
西駒山荘の裏には1990年ころから、地元の中学校の学校登山の際に、生徒が植えつけたコマクサが増殖し、中央アルプスでは有数の群生地となっている。他と違い赤みが強いのが特徴。
2016年、山小屋の始まりとなった1915年建設の石室が登録有形文化財に登録された。

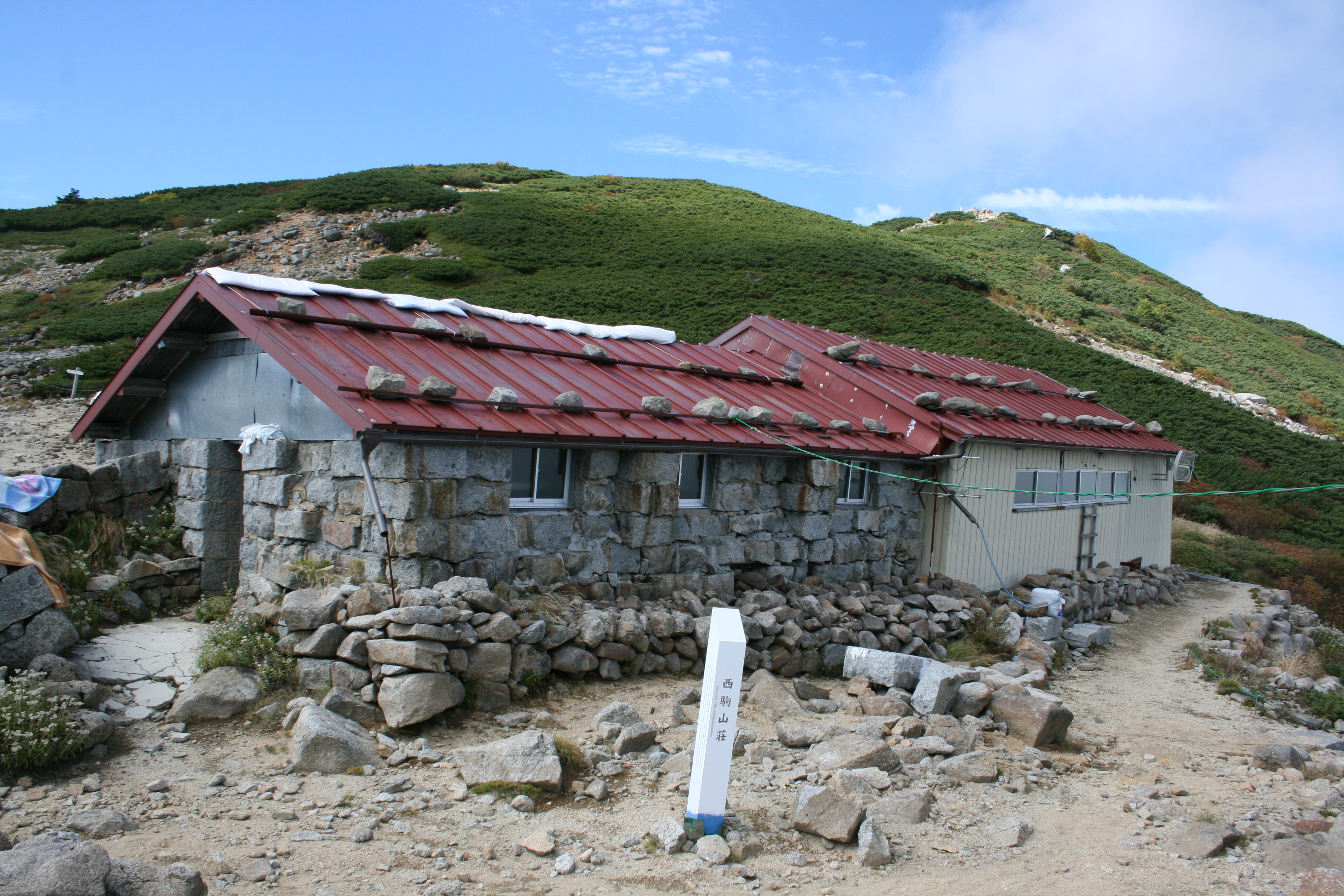
西駒山荘（改築前、2010年9月）、背後に将棊頭山の山頂
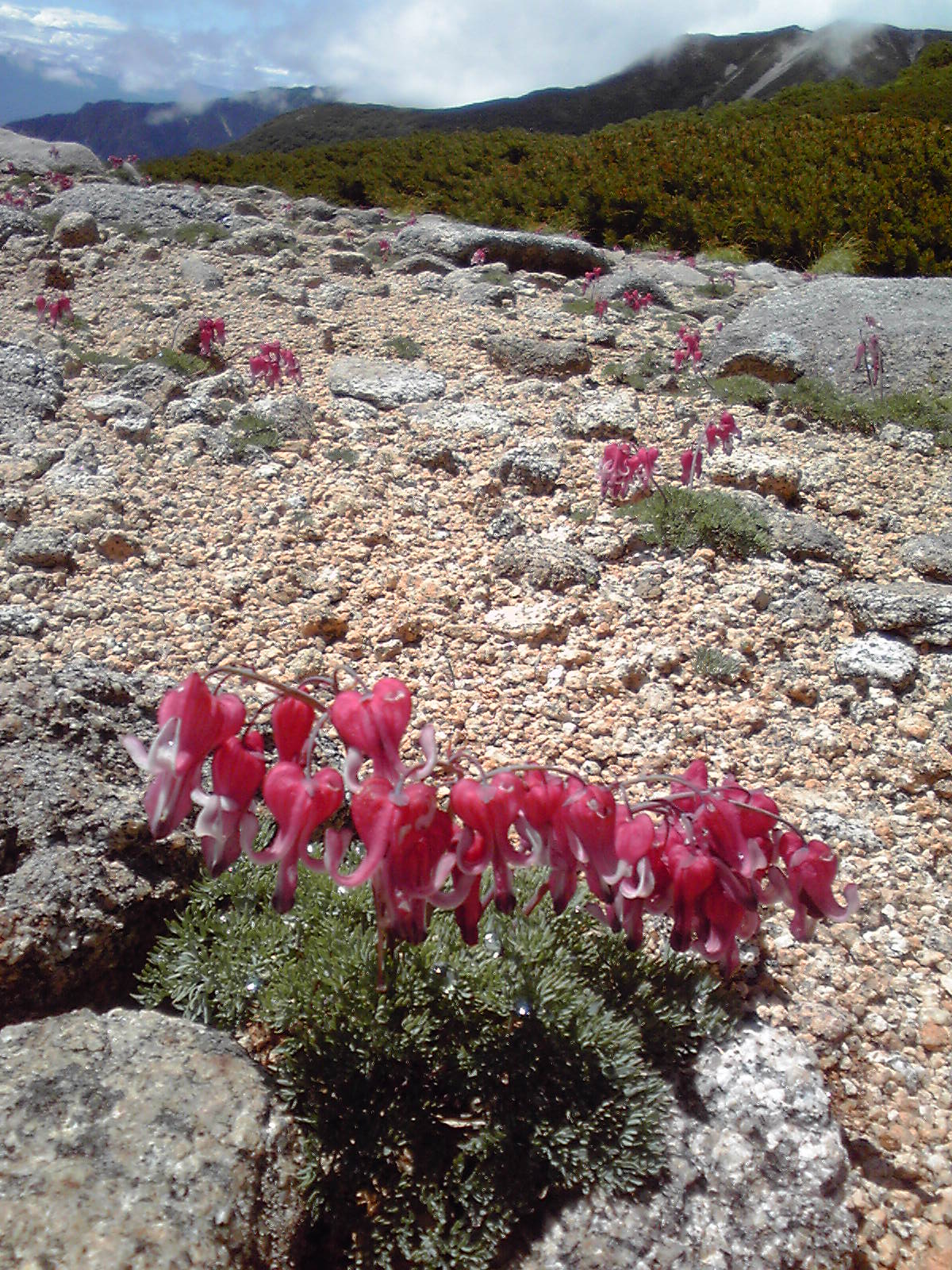
山荘裏のコマクサ群生地

## 歴史

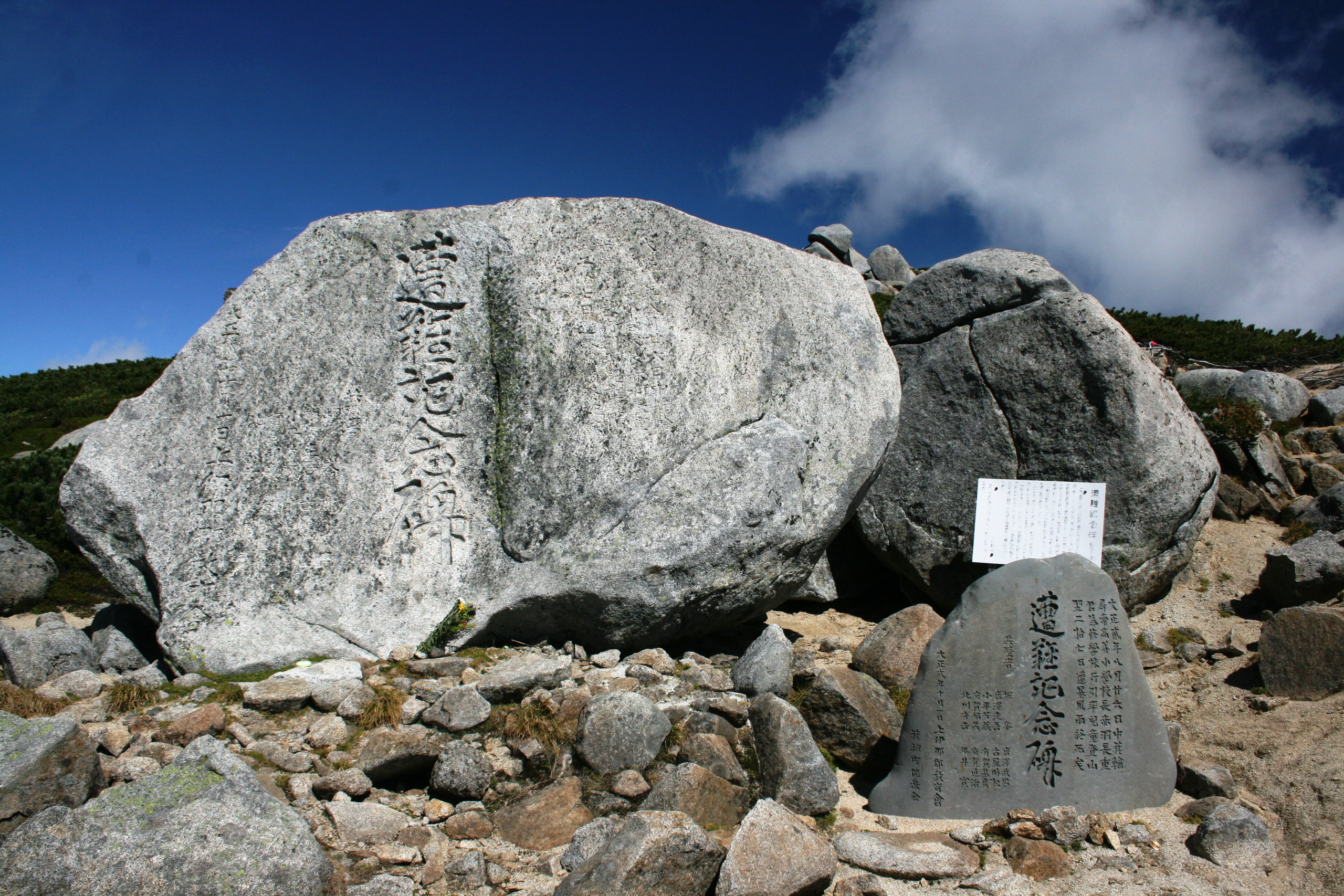
将棊頭山の山頂直下にある遭難碑

1913年（大正2年）8月26日、長野県上伊那郡中箕輪村（現在の箕輪町）の中箕輪尋常高等小学校の学校登山で木曽駒ヶ岳に登山、暴風雨に遭い翌27日にかけて、伊那小屋（現在の宝剣山荘）から行者岩の鞍部にかけての山中で、赤羽長重校長以下11名の生徒らが死亡した遭難（木曽駒ヶ岳大量遭難事故）があった。この事件は1976年新田次郎によって『聖職の碑』として小説化され、その後東宝により同名の『聖職の碑』として映画化された。
この遭難後、登山道の途中に避難小屋の必要性が指摘され、広く寄付を募り、山麓の内ノ萱・天狗地区を中心にして、2年後の1915年（大正4年）に現在の地に石室（いしむろ）が建設された。その後、増築を繰り返し現在に至るが、建設当時の石室は現在でもほぼ当時のまま現役で使用されている。
1967年（昭和42年）、駒ヶ根市に駒ヶ岳ロープウェイが開設されてから、登山者の流れが変わり、経営は伊那市移管、その後は信州大学農学部の学生寮「中原寮」の寮生が管理を請け負っていたが、2000年より専属の管理人制度になる。2009年より伊那市観光㈱に指定管理している。
2013年（平成25年）に山小屋の老朽化による建替え工事に伴い営業を休止し、2014年（平成26年）8月に新装オープンした。

## 周辺の山小屋
- 大樽小屋 （桂小場ルート5合目・標高2,000m）

## 山荘に至る登山コース
- 桂小場コース - 伊那市桂小場登山口
- 権現づるねコース - 伊那市伊那スキーリゾート登山口
- 白川コース - 塩尻市白川登山口
- 権兵衛峠コース - 南箕輪村権兵衛峠
- 信大コース - 伊那市桂小場、迷いやすい。安易な入山は控えるべき。
- 茶臼山コース - 木曽町 旧木曽駒高原スキー場
- 伊勢滝コース - 宮田村宮田高原、近年未整備

## 周辺の山

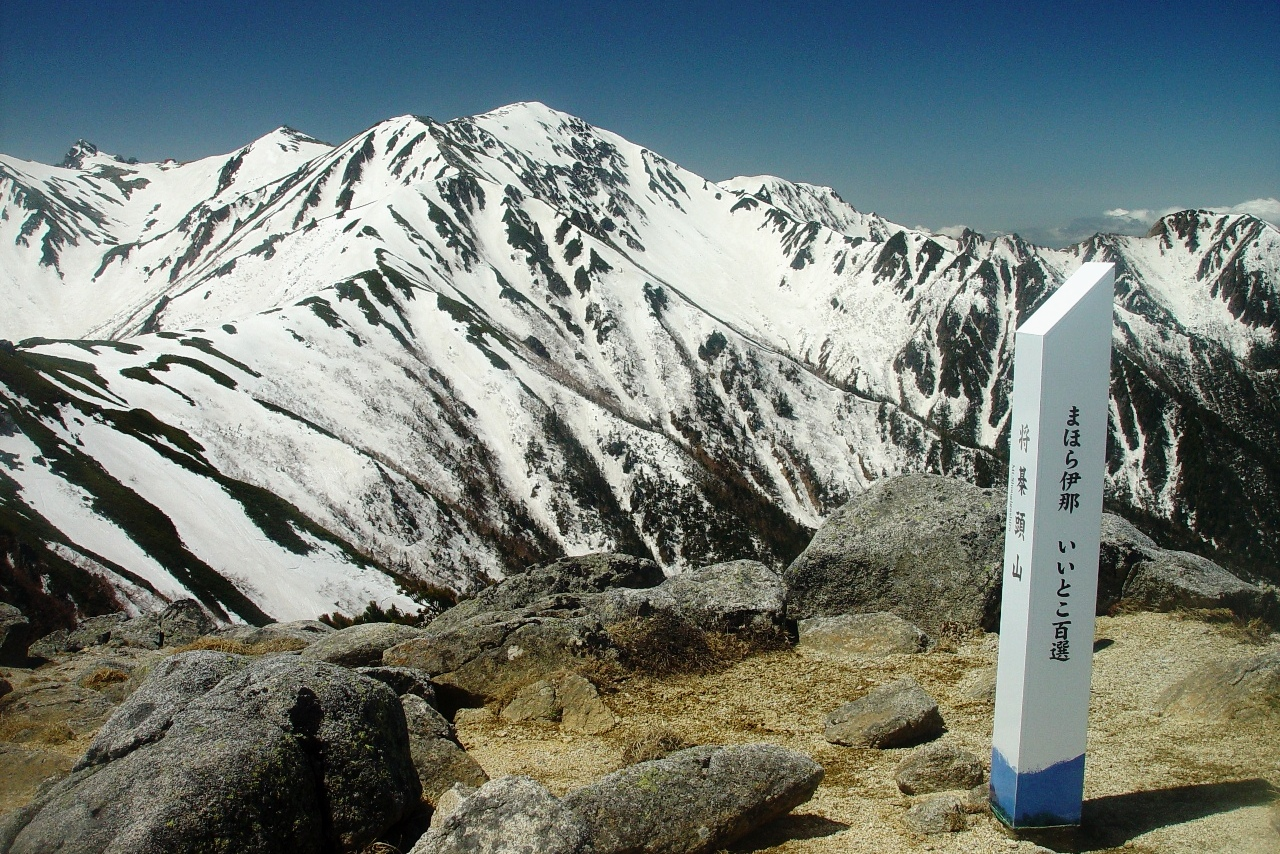
将棊頭山から望む残雪期の木曽駒ヶ岳

- 将棊頭山、茶臼山、権現山、辻山、宝剣岳、木曽駒ヶ岳